# Botsboot
Een botsboot of bumperboat is een speeltoestel met de gecombineerde eigenschappen van een boot en een botsauto. Botsboten kunnen aangedreven worden door spierkracht (als waterfiets), geëlektrificeerd of gemotoriseerd, afhankelijk van het gebruik. Een botsboot kan voor meerdere doeleinden worden toegepast in de amusementswereld.
Als waterfiets zijn dit soort bootjes te vinden in attractieparken, onder andere Walibi Holland, Walibi Belgium, Disneyland Paris, Plopsaland De Panne, Plopsaland Ardennes, Duinrell, De Valkenier, Slagharen en Europa-Park.
De meeste bootjes worden van hoogwaardig plastic of glasvezelversterkte kunststof gemaakt, voor kinderen vaak in de vorm van een zwaan, eend of draak. De wat grotere boten zijn bedoeld voor een volwassene samen met een kind. 